# Mount Rainier
Mount Rainier (4 392 m ö.h.) är en stratovulkan som ligger 87 km sydost om Seattle i Washington state i USA. Berget ingår i Mount Rainier nationalpark och är den högsta toppen i Kaskadbergen. Berget bestegs första gången 1870 av Hazard Stevens och P.B. Van Trump.
De senaste officiellt registrerade utbrotten från vulkanen var under perioden 1820 till 1854. Vulkanen är dock inte klassificerad som utslocknad utan förväntas få utbrott i framtiden.